# Cerkev in samostan São Francisco, Pelourinho
Cerkev in samostan São Francisco (portugalsko Convento e Igreja de São Francisco) stoji v zgodovinskem središču Salvadorja v zvezni državi Bahia v Braziliji. Ob samostanu stoji okrašena cerkev tretjega reda svetega Frančiška. Bratje frančiškanskega reda so prispeli v Salvador leta 1587 in na tem mestu zgradili samostan in cerkev. To strukturo so uničili Nizozemci med nizozemskimi vdori v Bahio v naslednjem stoletju; Oče Vicente das Chagas je dal pobudo za sedanjo stavbo leta 1686, ki je bila dokončana v 18. stoletju. Frančiškanska cerkev in samostan imata največje število azulejos, 55.000, med vsemi cerkvami v Latinski Ameriki.
Samostan in njegova cerkev sta pomembna kolonialna spomenika v Braziliji. Nacionalni inštitut za zgodovinsko in umetniško dediščino ga je leta 1938 uvrstil med zgodovinske stavbe. Samostan, cerkev in cerkev tretjega reda so eno od sedmih svetovnih čudes portugalskega izvora in so sestavni deli Unescovega sveta Dediščina Zgodovinsko središče Salvadorja.

## Zgodovina
Bratje frančiškanskega reda so prispeli v Salvador leta 1587 na povabilo Dom Antônia Muniza Barreirosa, tretjega škofa Bahie. Njihov prihod v Bahio je sledil prihodu jezuitov, ki so prispeli s Toméjem de Souso, prvim brazilskim generalnim guvernerjem, in leta 1564 zgradili svoj kolidž in kapelo jezuitov. Pater Melchior de Santa Catarina, duhovnik kustod iz Olinde, je leta 1585 poslal poziv papežu Sikstu V., naj na tem mestu ustanovi samostan. Frančiškani so se sprva naselili v različnih rezidencah in kapelah na mestu sedanje frančiškanske cerkve, samostana in cerkve tretjega reda. Melchior de Santa Catarina je istega leta v Salvador poslal frančiškanska brata Antônia da Ilha in Francisca de São Boaventura; gradnja samostana se je začela leta 1587.
Frančiškani so kmalu zgradili samostan in cerkev, ki pa sta bila med nizozemskimi vpadi na Bahio v 17. stoletju uničena. Dela na sedanjem samostanu so se začela leta 1686 pod vodstvom očeta Vicenteja das Chagasa po veličastnem načrtu, ki je trajal desetletja.
Današnjo cerkev in samostan so začeli graditi leta 1708, o čemer priča postavitev temeljnega kamna. Stavba je bila dokončana leta 1723. Notranjost je v velikem delu 18. stoletja okrasilo več umetnikov. Večina okraskov cerkve in samostana je bila končana do leta 1755. Gradnja cerkve tretjega reda svetega Frančiška, ki je neposredno ob frančiškanski cerkvi, je potekala vzporedno med letoma 1702 in 1870.

## Opis
Cerkev São Francisco Salvadorskega je zgrajena iz bahijskega peščenjaka, vključno s stenami, pilastri in fasado. Nekaj peščenjaka je obstajalo na polotoku Itapagipe v 18. stoletju, kasneje pa so bili elementi peščenjaka prineseni iz Jaguaribe in Velha Boipeba v notranjosti Bahie. Osem masivnih stebrov, ki podpirajo kor, je iz bahijskega peščenjaka in prikazuje klaste, značilne za peščenjak v regiji. Uporaba lokalnega peščenjaka je v nasprotju z obsežno uporabo portugalskega lioznega apnenca, ki se uporablja v stolni baziliki v Salvadorju in cerkvi Nossa Senhora da Conceição da Praia, zdaj baziliki Brezmadežnega spočetja.
Cerkev São Francisco je nenavadna med frančiškanskimi hišami severovzhodne Brazilije, saj je triladijska, medtem ko ima večina drugih frančiškanskih cerkva v regiji samo eno ladjo. V vsaki od stranskih ladij so tri stranske kapele. Cerkev ima pravokotno obliko brez izstopajočih krakov transepta in glavne kapele. Zdi se, da je na tloris vplivala cerkev São Francisco v Portu (pravzaprav gotska stavba) ter jezuitski načrti São Roque v Lizboni in jezuitska cerkev Salvador. Cerkev sestoji iz ladje in kora, transept, pevska empora, stranski ladji, predprostor, ki služi kot vhod; a sala do capítulo, velik križni hodnik, ki služi kot sejna soba za red, zakristija, knjižnica in številne sobe, ki služijo samostanu.

### Fasada
Glavna fasada je obrnjena proti velikemu pravokotnemu trgu, Largo do Cruzeiro, z velikim kamnitim križem. Fasada med drugimi stavbami kaže vplive manieristične arhitekture Salvadorske jezuitske cerkve. Za fasado je bil uporabljen peščenjak iz kamnoloma Boa Viagem, ki je na polotoku Itapagipe. Kamnolom je bil dar očetom frančiškanom. Tako kot salvadorska stolnica ima tri portale in dva bočna zvonika. Zgornji del fasade (zatrep) obdajajo razgibane volute. V središču monumentalnega zatrepa je kip svetega Frančiška Asiškega iz belega marmorja. Zdaj je prekrit s plastmi barve in postavljen v nišo ob koncu prve polovice 18. stoletja. Nad kipom je relief grbov frančiškanskega reda. Gladke ploščice, ki prekrivajo stolpa, so prav tako iz poznejšega obdobja in dodatno poudarjajo glavni del fasade, ki je bil prvotno iz temnega peščenjaka. Ploščice so bile dodane pozneje, »da bi poudarili glavni del fasade«.

### Cruzeiro de São Francisco
Velik križ iz lioz marmorja, uvožen iz Lizbone, stoji na širokem trgu pred cerkvijo. Velik križ (portugalsko cruzeiro) je bil običajen za frančiškanske cerkve v Braziliji. Razmejil je sakralni prostor urbanega območja. Cruzeiro cerkve São Francisco stoji 8 metrov na kvadratni podlagi 5,5 × 5,5 metra. Križ ima letnico 1807 in latinski napis. Trg pred cerkvijo São Francisco je zdaj poimenovan po križu in je znan kot Largo do Cruzeiro de São Francisco. Kljub temu, da je v javnem prostoru, cruzeiro pripada tretjemu redu svetega Frančiška Salvadorskega.

### Svetišče in ladja
Najpomembnejša značilnost cerkve je njena bogata notranja dekoracija, ki je večinoma nastala v prvi polovici 18. stoletja. Vse notranje površine - stene, stebri, oboki in stropi - so prekrite z zlatim izrezljanim pozlačenim lesenim delom in slikami. Oltarji imajo salomonske stebre in koncentrične loke, okrašene z zlatim listjem, angeli in pticami. Oboke ladij pokrivajo lesene plošče s slikami. Posebej omembe vredne so rezbarije osmih masivnih Atlantov, ki podpirajo stranske oltarje.
Plošče iz modro-belih ploščic (azulejo), ki jih je ustvaril Bartolomeu Antunes de Jesus in so bile uvožene iz Lizbone, prekrivajo spodnje dele sten glavne kapele in transepta ter prikazujejo prizore iz življenja svetega Frančiška Asiškega. Okrasje cerkve velja za eno najpopolnejših in najmočnejših v portugalsko-brazilski baročni umetnosti pozlačenega lesa (talha dourada), ki je popoln primer 'zlate cerkve' (igreja dourada).
Samostan São Francisco je tudi pomembno skladišče baročne umetnosti. Leseni strop vhodne veže (portaria) je leta 1774 s prizori v iluzionistični perspektivi poslikal José Joaquim da Rocha.
Pod nivojem kora v središču ladje sta dva kropilnika s sveto vodo. Izdelana sta iz brecha Arrábida, večbarvnega apnenca iz Portugalske pretežno rdečkasto rjave barve in sta bila darilo portugalskega kralja Ivana V. Brecha Arrábida je bila uporabljena tudi na stebrih in oltarjih samostana Jezusa v Setubalu.

### Križni hodnik
Križni hodnik cerkve in samostana São Francisco je bil zgrajen med letoma 1707 in 1752. Sestavljen je iz dveh nadstropij. Frei Alvaro da Conceição je naročil Stonea z otoka Boipeba v današnjem Cairuju v Bahii, da zgradi križni hodnik. Obkrožen je z oboki, podprtimi s kamnitimi stebri, njegove sprehajalne poti pa so zagotavljale senco pred ostrim brazilskim podnebjem. Služil je kot prostor za zasebno meditacijo, skupnostna srečanja, notranje procesije; v nasprotju z javno uporabo cerkve.
Monumentalen niz modro-belih ploščic azulejo je bil postavljen okoli celotnega križnega hodnika v zadnjem obdobju gradnje. Od približno 50.000 azulejos v cerkvi in samostanu se jih 35.000 uporablja v križnem hodniku. Azulejos, podobno kot marmor lioz, so v balastu portugalskih ladij prepeljali v Brazilijo. Azulejos je na Portugalskem izdelal neznan umetnik. Včasih jih pripisujejo Bartolomeu Antunes da Jesus, vendar se močno razlikujejo od njegovih drugih del. Thijs Weststeijn jih pripisuje portugalski skupini umetnikov, ki so delali na Nizozemskem, verjetno v Delftu.
Umetniško delo azulejos je navdihnilo delo flamskega umetnika Otta van Veena, znanega tudi kot Octavius Vaenius (okoli 1556 – 6. maj 1629), natisnjeno v knjigi emblemov Quinti Horati Flacci Emblemata, ki je bila prvič objavljena leta 1607. Nekatere ploščice neposredno ustrezajo natisom v knjigi. Ploščice azulejos, 37 po številu, prikazujejo mitološke prizore z moralističnimi alegorijami rimskega pesnika Horacija. Vsaka ploščica je obdana z okrašenim okvirjem flore, vaz in maskaron; vsaka ima na dnu tudi latinski napis. Različno prikazujejo meščane, vojake, poganske bogove, živalstvo, rastlinstvo, evropsko arhitekturo in putti. Azulejos so izdelovali na Portugalskem in so prispele v Bahio med letoma 1743 in 1746; njihova namestitev je bila dokončana leta 1748.

### Zakristija
Zakristija cerkve in samostana São Francisco je neposredno za velikim oltarjem in je dostopna prek kapelic na obeh straneh kora. Ima oltarj na sredini in drugo izrezljano baročno pohištvo. Stene so prekrite s portugalskimi azuleji iz 17. stoletja; strop je dovršeno kasetiran. Lavabo je iz belega in rdečega lioznega apnenca z motivom frančiškanskega reda na sredini, podobo v niši na vrhu in dovršenimi motivi mask na dveh pipah.

## Zaščiten status
Nacionalni inštitut za zgodovinsko in umetniško dediščino je leta 1938 cerkev in samostan São Francisco uvrstil med zgodovinske zgradbe. Struktura je bila registrirana v knjigi zgodovinskih del, napis št. 1 in Knjižica likovnih umetnosti, Napis št. 11. Direktiva nosi datum 31. marec 1938.